# 윤공단
윤공단(尹公壇)은 부산광역시 사하구 다대동에 있는, 임진왜란 때 순절한 다대첨사 윤흥신 장군의 충절을 기리고자 높이 마련한 제단이다. 1972년 6월 26일 부산광역시의 기념물 제9호로 지정되었다.

## 현지 안내문
임진왜란 때 순절한 다대첨사 윤흥신 장군의 충절을 기리고자 높이 마련한 단으로, 단 중앙에는 비를 세워 두어 장군의 전적을 기록하고 있다.
윤흥신은 선조 25년(1592) 부산에 상륙한 왜적이 부산진성을 함락시킨 후, 다대진을 공격하자 동생 흥제와 군관민을 이끌고 이들과 대치하다 전사하였다. 왜란이 끝난 후에도 이 일이 알려지지 않다가, 영조 37년(1761) 경사감사로 있던 조엄이 이 사연에 얽힌 자료를 찾아내어 조정에 올리니, 비로소 그의 충절이 드러나게 되었다.
영조 41년(1765) 당시 다대첨사로 있던 이해문이 단을 쌓고, 음력 4월 14일을 제사일로 정하여 제사를 지내었다. 원래는 윤흥신이 순절한 곳인 다대객관의 동쪽에 있었으나, 1970년 지금의 자리로 옮겨 놓았으며, 오늘날에 이르기까지도 동민이 중심이 되어 제사를 지내고 있다.

## 갤러리

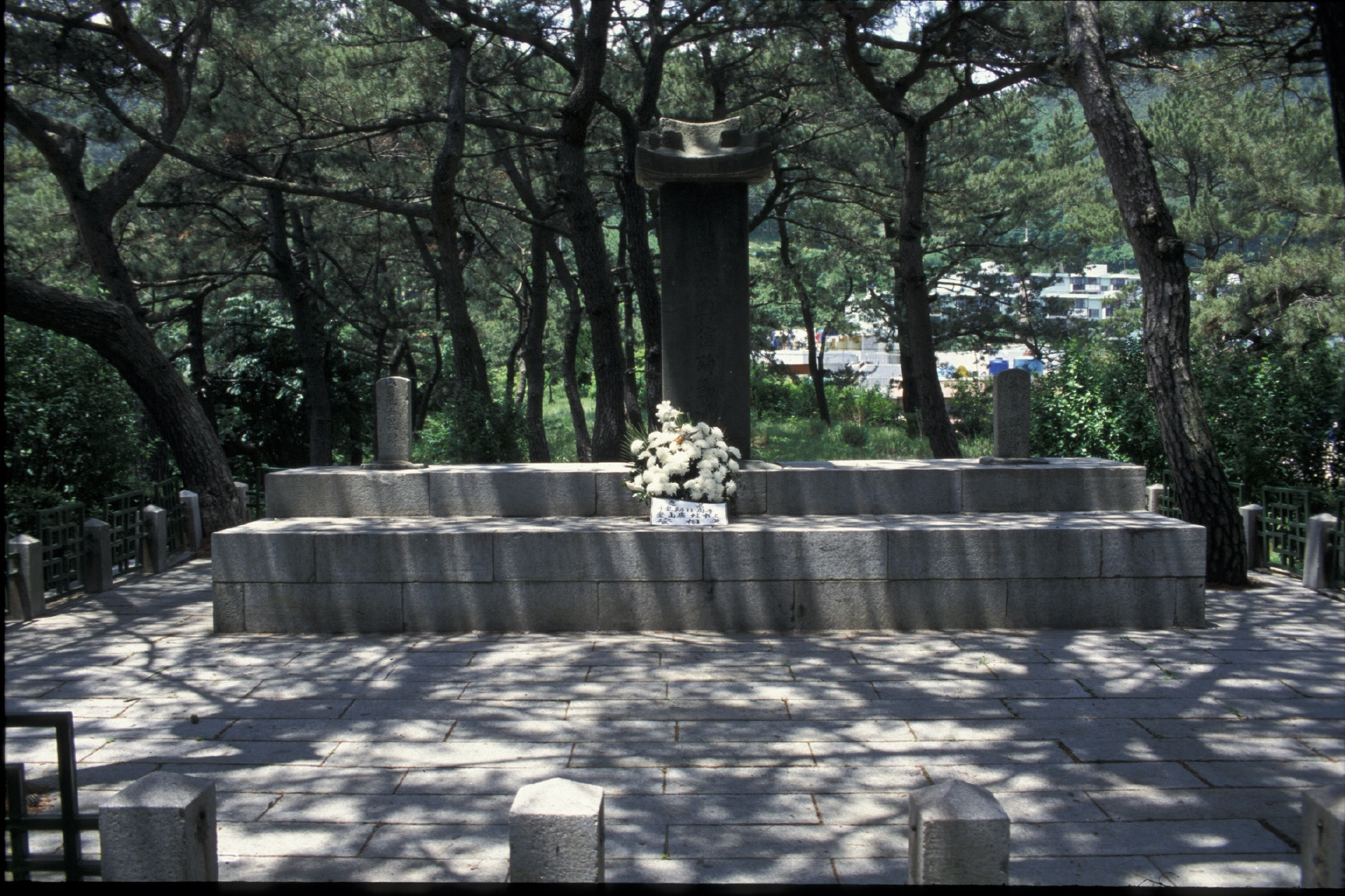
윤공단의 전경
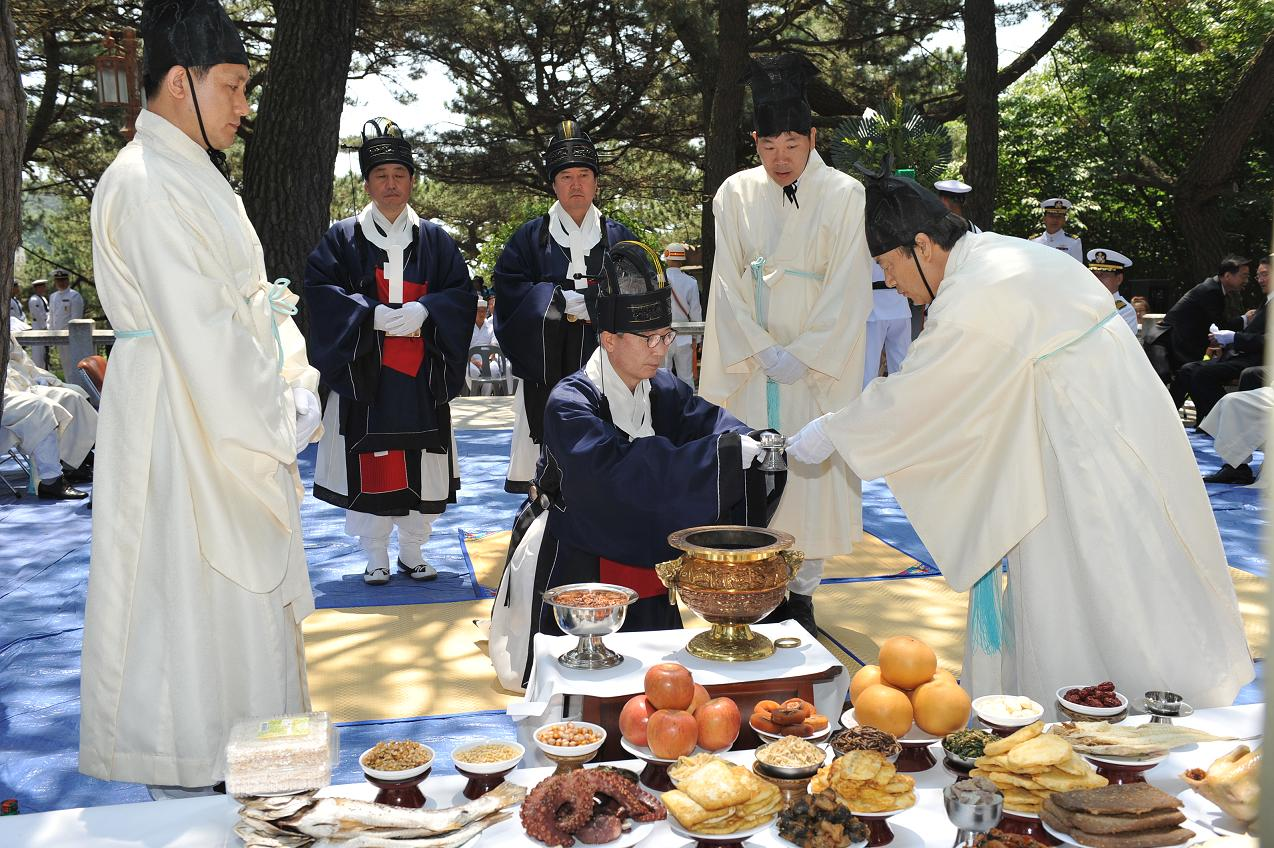
윤공단에서 제사를 지내는 모습
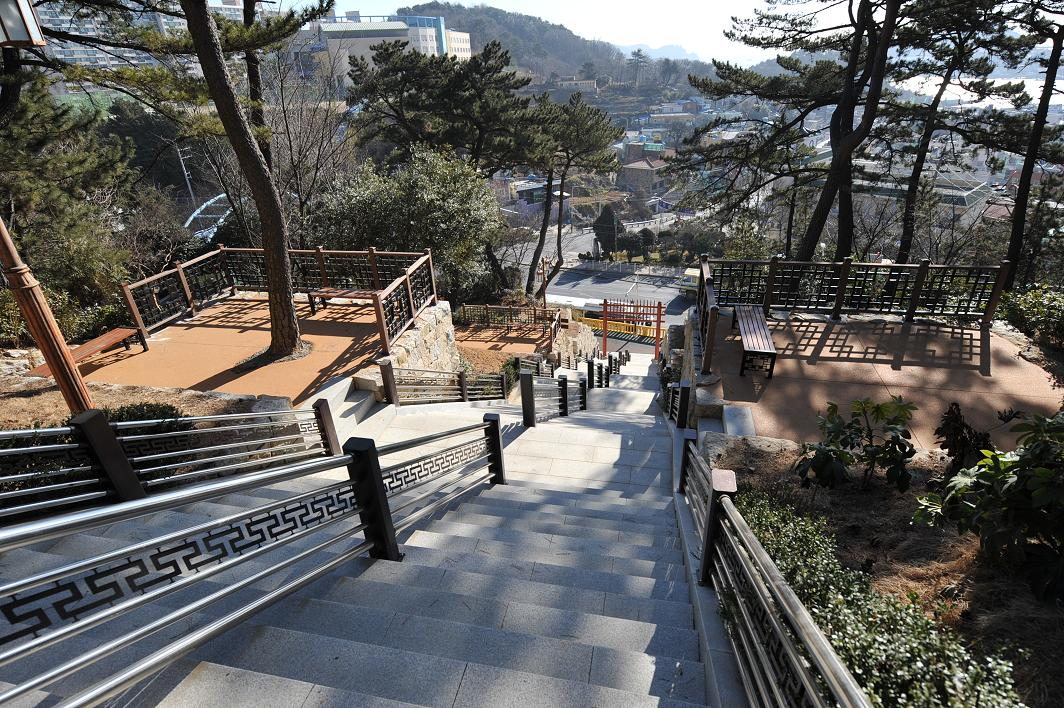
윤공단에서 바라본 전경
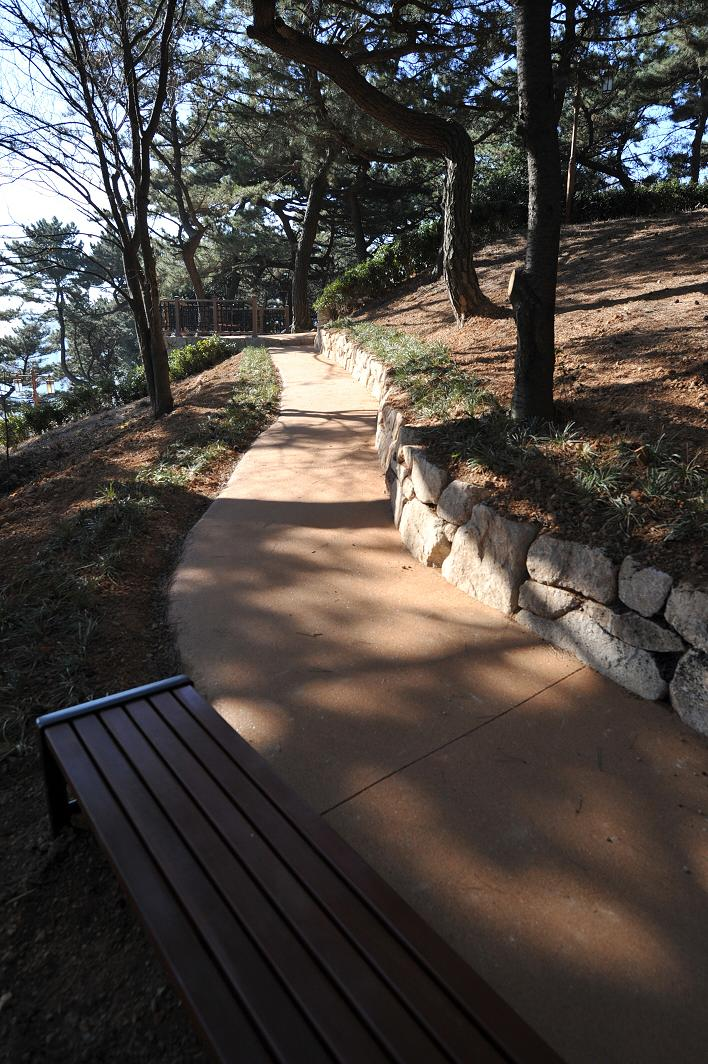
윤공단으로 이어지는 길
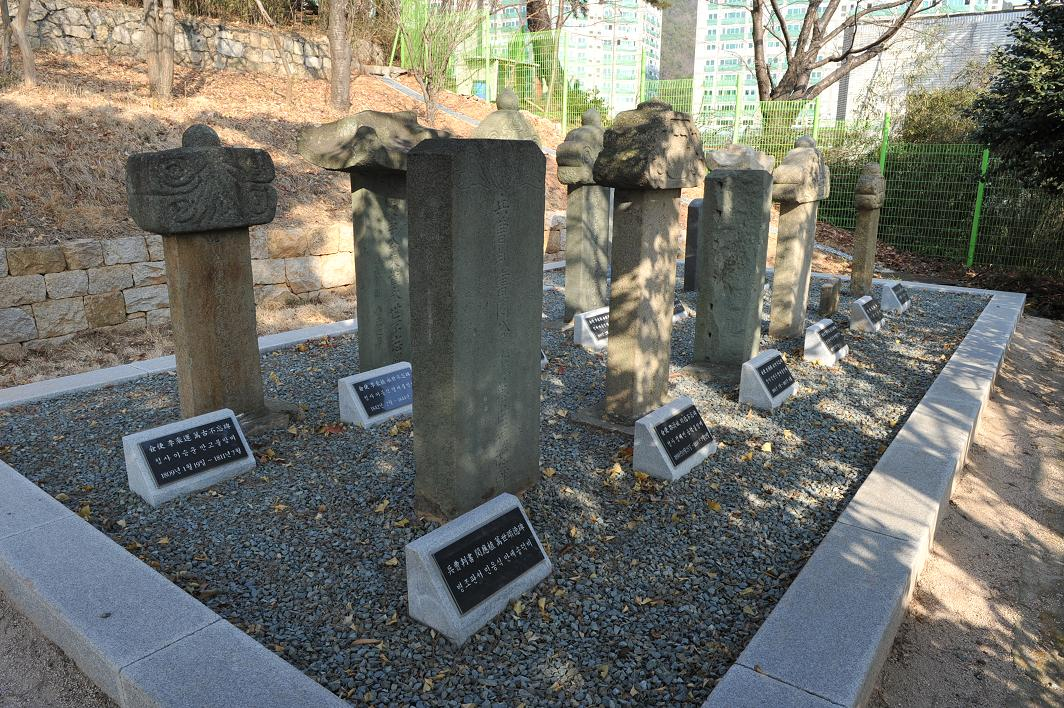
윤공단의 묘비
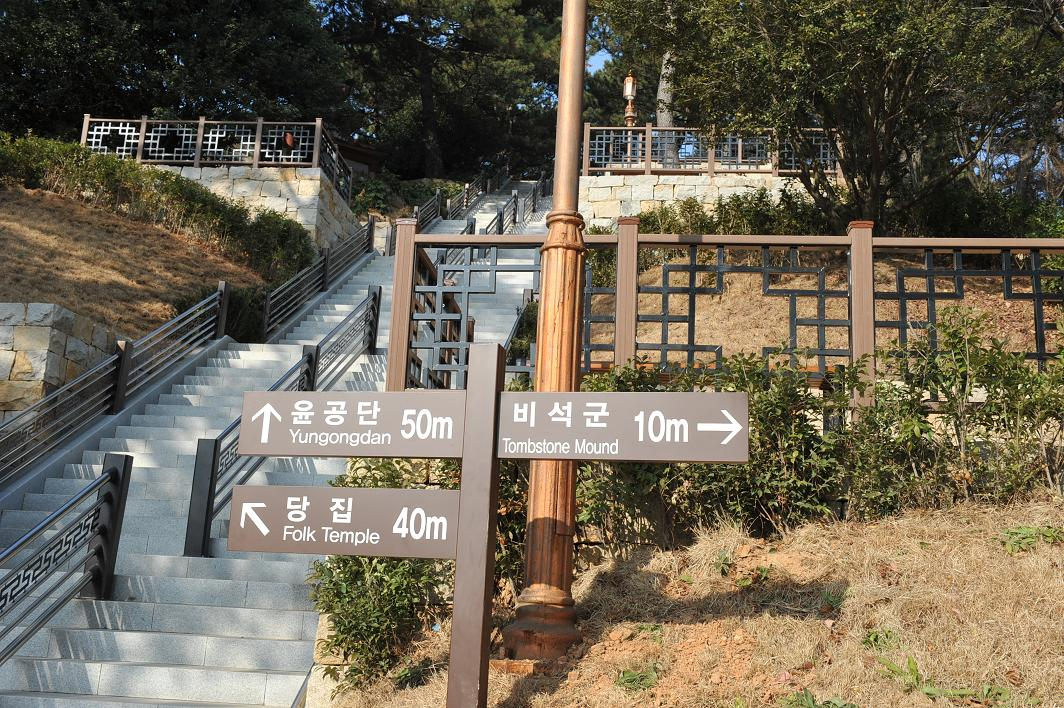
안내판

## 참고 문헌
- 이 문서에는 다음커뮤니케이션(현 카카오)에서 GFDL 또는 CC-SA 라이선스로 배포한 글로벌 세계대백과사전의 내용을 기초로 작성된 글이 포함되어 있습니다.

## 참고 자료
- 윤공단 - 국가유산청 국가유산포털